# 吉川芳秋
吉川 芳秋（よしかわ よしあき）は、愛知県の郷土史家。江戸時代尾張藩で発展した医学、洋学、本草学に係る人物の事跡等を研究した。

## 生涯
1908年（明治41年）10月10日、愛知県中島郡千代田村氷室（稲沢市字氷室）の農家吉川秦五郎の三男三女の次男として生まれた。2歳の時、父の弟の建築業者吉川貞一養子となり、名古屋市東区長堀町に移った。名古屋市立第一幼稚園、名古屋市立白壁小学校を経て、名古屋市立名古屋商業学校在学中、梅村甚太郎を介して知り合った小島清三と中京植物学会を設立し、主宰として1924年（大正13年）7月『植物界』、1928年（昭和3年）1月『サイエンス』を創刊した。
1930年（昭和5年）6月自宅でCA趣味社を設立しCA趣味社叢書を出版、1933年（昭和8年）名古屋市立名古屋図書館に青山兵次とむかしの会を結成し、例会を定期開催した。これらの活動がNHK名古屋放送局の目に止まり、1934年（昭和9年）1月16日「郷土の偉人伊藤圭介翁を偲んで」、1935年（昭和10年）4月24日「シーボルトと熱田宮駅」の放送を行った。1937年（昭和12年）2月名古屋汎太平洋平和博覧会委員、1942年（昭和17年）4月愛知県科学技術振興会物故科学者顕彰材料蒐集委員。1945年（昭和20年）10月むかしの会が他団体とともに名古屋郷土文化会に統合され、理事に就任した。
1967年（昭和42年）頃より緑内障、1978年（昭和53年）頃より座骨神経痛を患い、1992年（平成4年）11月9日肺炎のため死去した。蔵書は妻吉川たい子により東山動植物園に寄贈された。

## 主著
- 1927年（昭和2年） 『水谷豊文先生の伝』
- 1932年（昭和7年） 『日本科学の先覚宇田川榕菴』
- 1954年（昭和29年） 『苦心努力した人々と郷土尾張科学の片影』
- 1955年（昭和30年） 『尾張郷土文化医科学史攷』
- 1955年（昭和30年） 『尾張郷土文化医科学史攷拾遺』
- 1957年（昭和32年） 『伊藤圭介翁 日本最初の理学博士尾張医科学文化の恩人』
- 1958年（昭和33年） 『紙魚のむかし語り』
- 1960年（昭和35年） 『蘭医学郷土文化史考』
- 1963年（昭和38年） 『さぬきのくずかご』
- 1967年（昭和42年） 『蘭医学郷土史雑考』
- 1971年（昭和46年） 『本草蘭医科学郷土史考』
- 1993年（平成5年） 木村陽二郎、遠藤正治編『医学・洋学・本草学者の研究 吉川芳秋著作集』
- 1997年（平成9年） 『吉川文庫蔵書・蔵品目録』

## 職歴
- 1927年（昭和2年） 日本車輌製造事務見習[1]
- 大典祝名古屋博覧会事務局宣伝部臨時雇[1]
- 名古屋失業救済土木事業下水道工事臨時雇[1]
- 名古屋市方面委員助成連合会書記[1]
- 1934年（昭和9年） 瀬戸少年院矯正院書記[1]
- 1943年（昭和18年） 瀬戸少年院矯正院教官[1]
- 1946年（昭和21年） 瀬戸少年院庶務課主任[1]
- 1948年（昭和23年） 瀬戸少年院庶務課長[1]
- 1950年（昭和25年） 中部地方少年保護事務局審査部長[1]
- 1951年（昭和26年） 保護観察官[1]
- 1953年（昭和28年） 中部地方更生保護委員会事務局審査部第一課長[1]
- 1959年（昭和34年） 四国地方更生保護委員会事務局審査部長[1]
- 1962年（昭和37年） 四国地方更生保護委員会事務局総務部長[1]
- 1965年（昭和40年） 中部地方更生保護委員会事務局総務部長[1]
- 1968年（昭和43年） 中部地方更生保護委員会会委員[1]
- 1971年（昭和46年） 退職[1]

## 栄典
- 1967年（昭和42年）2月 中部日本放送第8回CBCクラブ文化賞[1]
- 1978年（昭和53年）秋 勲四等瑞宝章[1]
- 死後 従四位[1]

## 家族
- 実父：吉川秦五郎
- 養父：吉川貞一
- 妻：たい子 - 早川濱治次女。1943年（昭和18年）結婚[1]。
- 長男：修三[1]
- 長女：和子[1]
- 次女：淑子[1]